# کاپرونی کا.۳
کاپرونی کا.۳ (به انگلیسی: Caproni Ca.3) یک بمب‌افکن سنگین ایتالیایی بود که در طول جنگ جهانی اول و دوره پس از آن به خدمت گرفته شد.  این هواپیما نسخه‌ای بود که بیشترین تولید را در میان سری هواپیماهایی داشت که با کاپرونی کا.۱ در سال ۱۹۱۴ آغاز شده و تا مدل قدرتمندتر کاپرونی کا.۵ در سال ۱۹۱۷ ادامه یافت.

این هواپیما نسخه‌ای پیشرفته از کاپرونی کا.۲ بود که اولین پرواز آن در اواخر سال ۱۹۱۶ انجام شد و به‌سرعت به تولید انبوه رسید. از این مدل بین ۲۵۰ تا ۳۰۰ فروند تولید شد و در خدمت نیروی هوایی و نیروی دریایی ایتالیا قرار گرفت. همچنین، در دوران جنگ، تعداد ۸۳ فروند از این هواپیما در فرانسه تحت لیسانس ساخته شد.
کاپرونی کا.۳ یک هواپیمای دوباله با سه موتور بود که بدنهٔ آن از چوب و پوشش پارچه‌ای تشکیل شده بود. این هواپیما چهار نفر خدمه داشت که شامل یک خلبان جلو، دو خلبان و یک خلبان عقب بودند. همچنین تسلیحات آن شامل دو تا چهار مسلسل روله ۶.۵ یا ۷.۷ میلی‌متری بود و بمب‌ها نیز در زیر بدنه آن قرار می‌گرفتند.
کا.۳ در بسیاری از حملات بمب‌افکنی علیه پایگاه‌های هوایی و اهداف دیگر در جبهه‌های جنگ جهانی اول به کار گرفته شد و از آن برای حملات ویژه به اهداف دشمن استفاده شد.

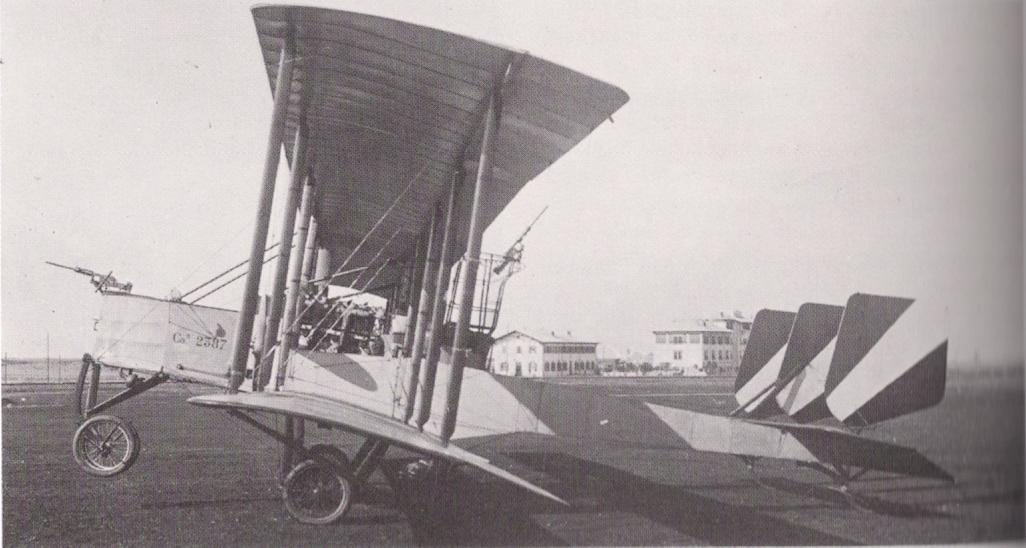
کاپرونی کا.۳۳ - دههٔ ۱۹۲۰

## عملیات‌ها
آرژانتین
- نیروی هوایی آرژانتین

 پادشاهی ایتالیا
- سپاه هوانوردی نظامی
- نیروی هوایی سلطنتی ایتالیا

 فرانسه
- نیروی هوایی فرانسه

 ایالات متحده آمریکا
- نیروهای اعزامی آمریکایی